# Морайтинис, Аристидис (политик)
Аристидис Морайтинис (греч.  Αριστείδης Μωραϊτίνης; 1806, Смирна — 1875, Афины) — греческий юрист и политик XX века. Дважды стал премьер-министром Греции.

## Биография
Аристидис Морайтинис родился в Смирне в 1806 году. Учился юриспруденции в Италии и Франции.
В ходе своей учёбы познакомился с Иоаннисом Каподистрией, который после своего ухода в августе 1822 года с поста Статс-секретаря Министерства иностранных дел Российской Империи активизировался в Западной Европе, в поддержку Греческой революции.
Каподистрия убедил Морайтиниса не возвращаться в Смирну, греческое население которой несколько раз за 2 года подверглось резне, а использовать полученное образование в возрождающемся греческом государстве.
Каподистрия стал правителем Греции в марте 1827 года.
Морайтинис был назначен председателем суда первой инстанции в Лаконию.

## Греческое королевство
Морайтинис продолжил свою карьеру в возрождённом греческом государстве и после убийства Каподистрии и возведения на трон Греции баварского принца Оттона I.
В 1843 году он был переведён в апелляционный суд, а затем стал председателем апелляционного суда.
В период 1833—1844 Морайтинис принадлежал к, так называемой, «русской партии»:402.
В 1861 году Морайтинис стал председателем Ареопага (Верховного суда).

## Смерть сына
В 1862 году произошло несколько восстаний против абсолютизма Оттона I.
Сын Морайтиниса, лейтенант Перикл Морайтинис, служил на острове Сирос. Здесь он познакомился и сблизился с лейтенантом Николаосом Леотсакосом, таким же антимонархистом, как и он сам. После подавления восстания против короля Оттона в Нафплионе, Леотсакос и Морайтинис решили поднять восстание на Сиросе. 27 февраля маленький гарнизон острова выступил под красным флагом революции, приветствуемый населением. Были выпущены на свободу политические заключённые и вооружены граждане:499.
Захватив в порту острова пароходы «Оттон» и «Картериа», революционеры отправились на близлежащий остров Тинос. Встретив здесь сопротивление, революционеры, на пароходе «Картериа», отправились на остров Китнос, освобождать арестованных 1 февраля в Афинах полицией и сосланных на Китнос. При выходе из Китноса «Картериа», с революционерами и освобождёнными на борту, встретилась с «Амалия (паровой фрегат)», с ротой правительственных войск на борту. «Картериа» вернулась в гавань. На берегу вокруг Леотсакоса, Морайтиниса и освобождённого 19-летнего младшего лейтенанта Скарвелиса осталось только 18 человек. Леотсакос и его соратники отказались сдаваться. В последовавшем бою Леотсакос, Морайтинис и Скарвелис погибли:500.
Смерть трёх офицеров и надругательство карательного отряда над телами погибших сделало их мучениками антимонархистской борьбы и ускорило низложение Оттона.
Тройной портрет мучеников разошёлся тысячами по стране и вывешивался в домах даже рядом с иконами.

## Премьер-министр
Оттон был низложен в результате восстания в октябре 1862 года и был изгнан из страны:155-157.
В ноябре Аристидис Морайтинис принял участие в Национальном собрании представляя греческую общину Триеста.
В феврале 1863 года, в результате обострившейся политической борьбы и беспорядков в столице, временное правительство Димитриоса Вулгариса подало в отставку:171.
9 февраля Морайтинис, будучи заместителем председателя Национального собрания, возглавил переходное правительство и передал правление страны правительству Зиновия Валвиса.
Морайтинис вернулся к своим обязанностям, был избран председателем Национального собрания и в этой роли встречал в Пирее возведённого на трон Греции датского принца Георга I.
Морайтинис был уважаем и имел авторитет во всех политических партиях страны.
В 1867 году, во время политического кризиса, вызванного очередным восстанием на, контролируемом османами, острове Крит, король Георг поручил Морайтинису сформировать служебное правительство, хотя Морайтинис в тот период не был даже депутатом парламента.

В 1868 году, после того как служебное правительство Морайтиниса провело в стране выборы:122, он вернулся в к своим обязанностям председателя Ареопага (Верховного суда) и оставался на этом посту до 1871 года.
Аристидис Морайтинис умер в Афинах в 1875 году.